# Mausolée Saïd Allaouddine
Le mausolée Saïd Allaouddine est un des nombreux mausolées de Khiva en Ouzbékistan. Comme la partie historique de cette ville, il est inscrit au patrimoine mondial de l'Unesco. Il se trouve contre le mur est de la médersa Matniaz Divan-Beghi.
Il a été construit en 1303, en l'honneur d'un cheikh soufi fameux de cette époque. C'est donc le monument le plus ancien de la ville encore debout. De plan carré, le mausolée est surmonté d'une coupole et comporte une sépulture remarquable recouverte de majoliques de la première moitié du XIVe siècle. La ziaratkhaneh[Quoi ?] date du XVIIe siècle.
Le mausolée a été construit par Amir Koulal, céramiste originaire de Boukhara. Celui-ci devait être enterré à côté de Saïd Alaouddine, mais son décès à Boukhara ne le permit pas. Cela explique qu’il y ait deux tombes, mais finalement qu'un seul corps.

## Illustrations

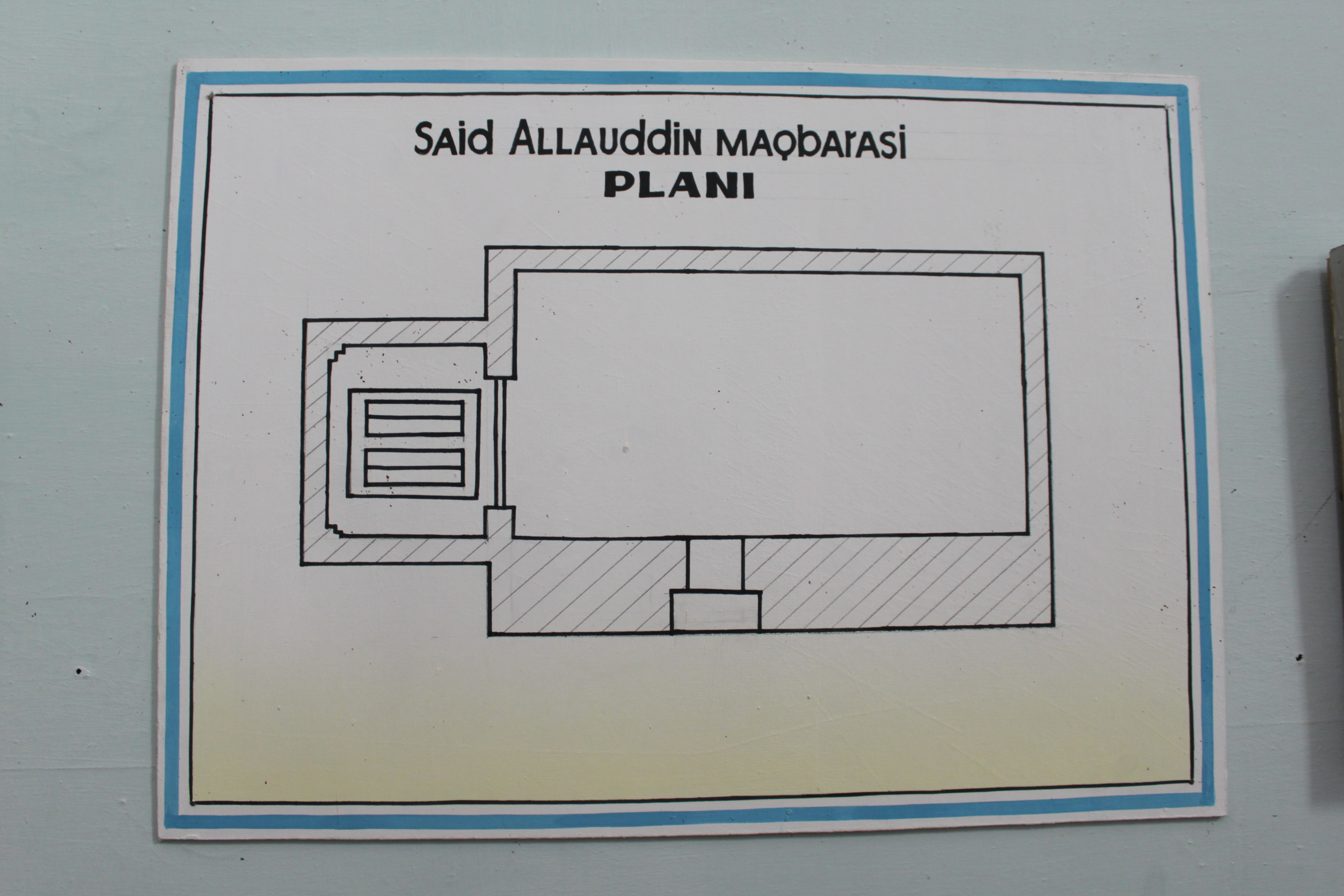
Plan du mausolée de Saïd Alaouddine (affiché à l'entrée).
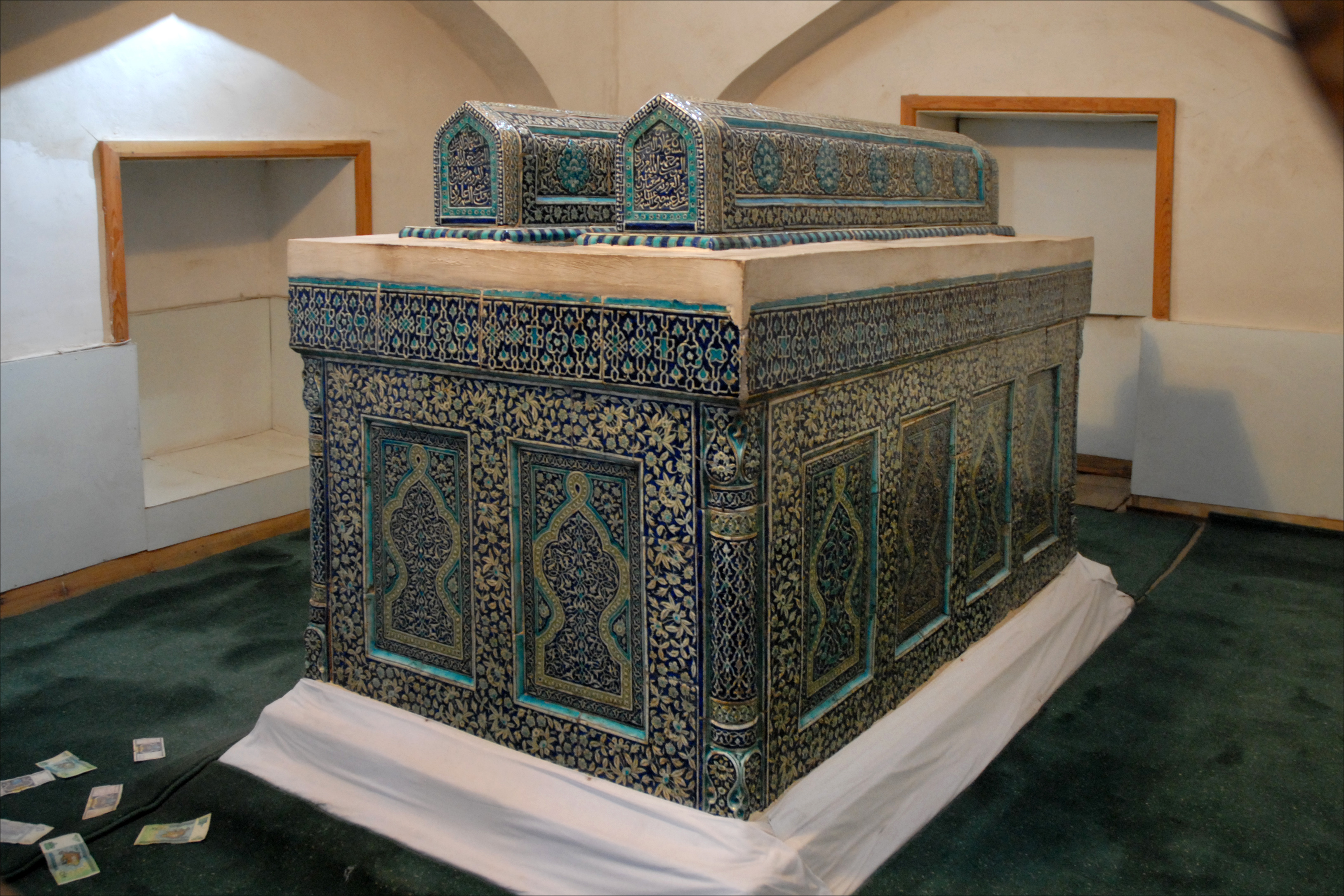
Tombe de Saïd Alaouddine dans la salle funéraire.
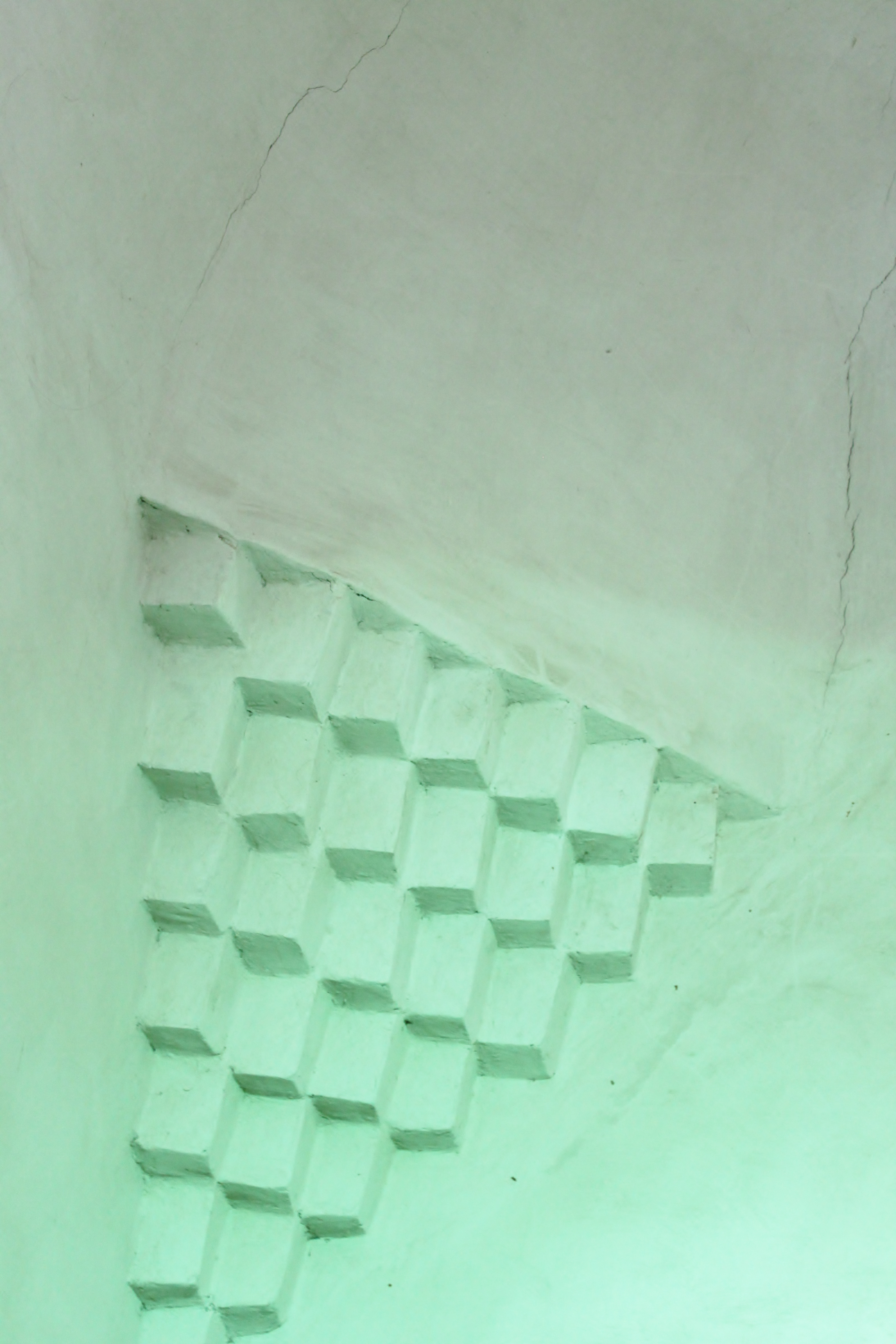
Détail de la salle funéraire (muqarnas).
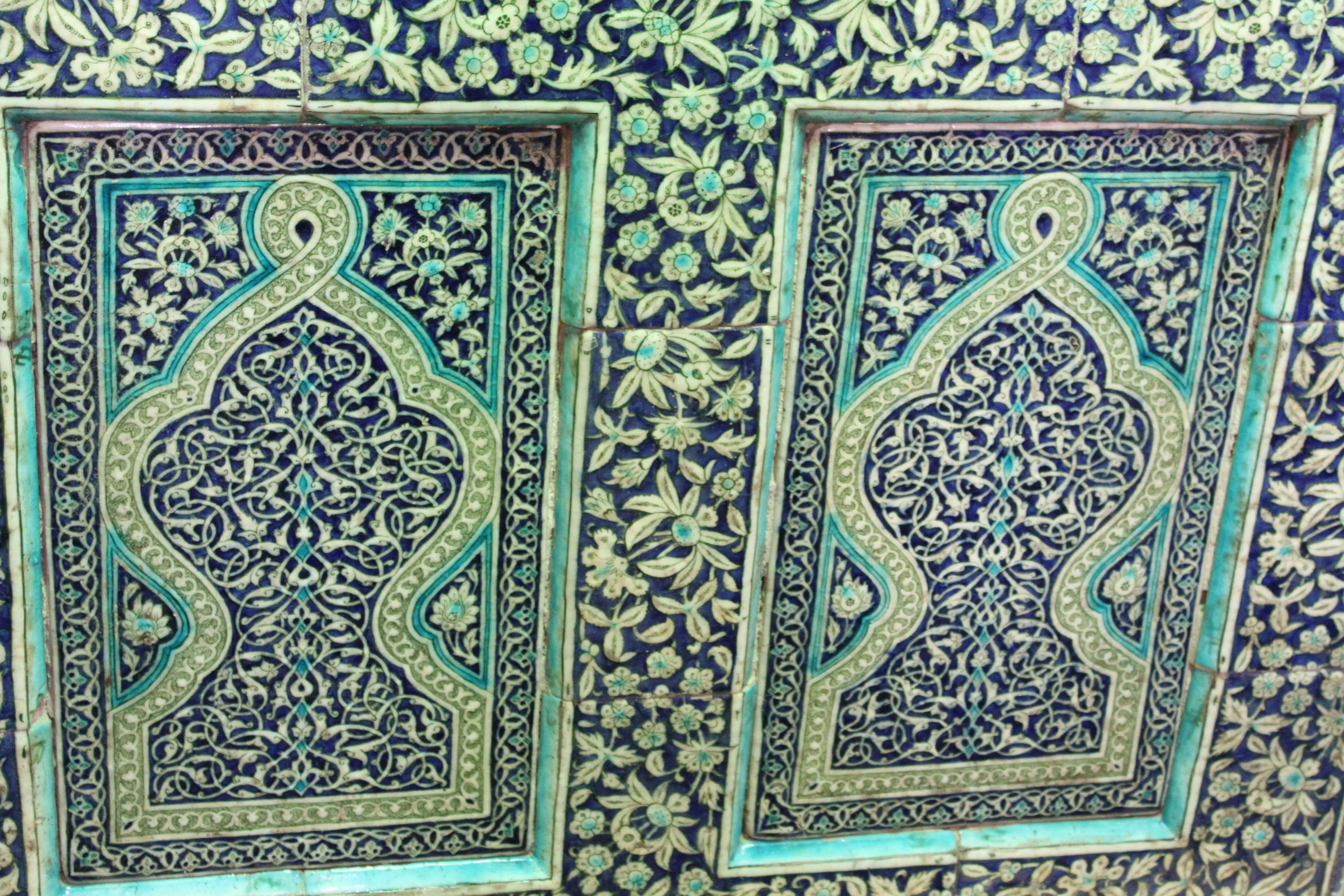
Détail de la tombe de Saïd Alaouddine.
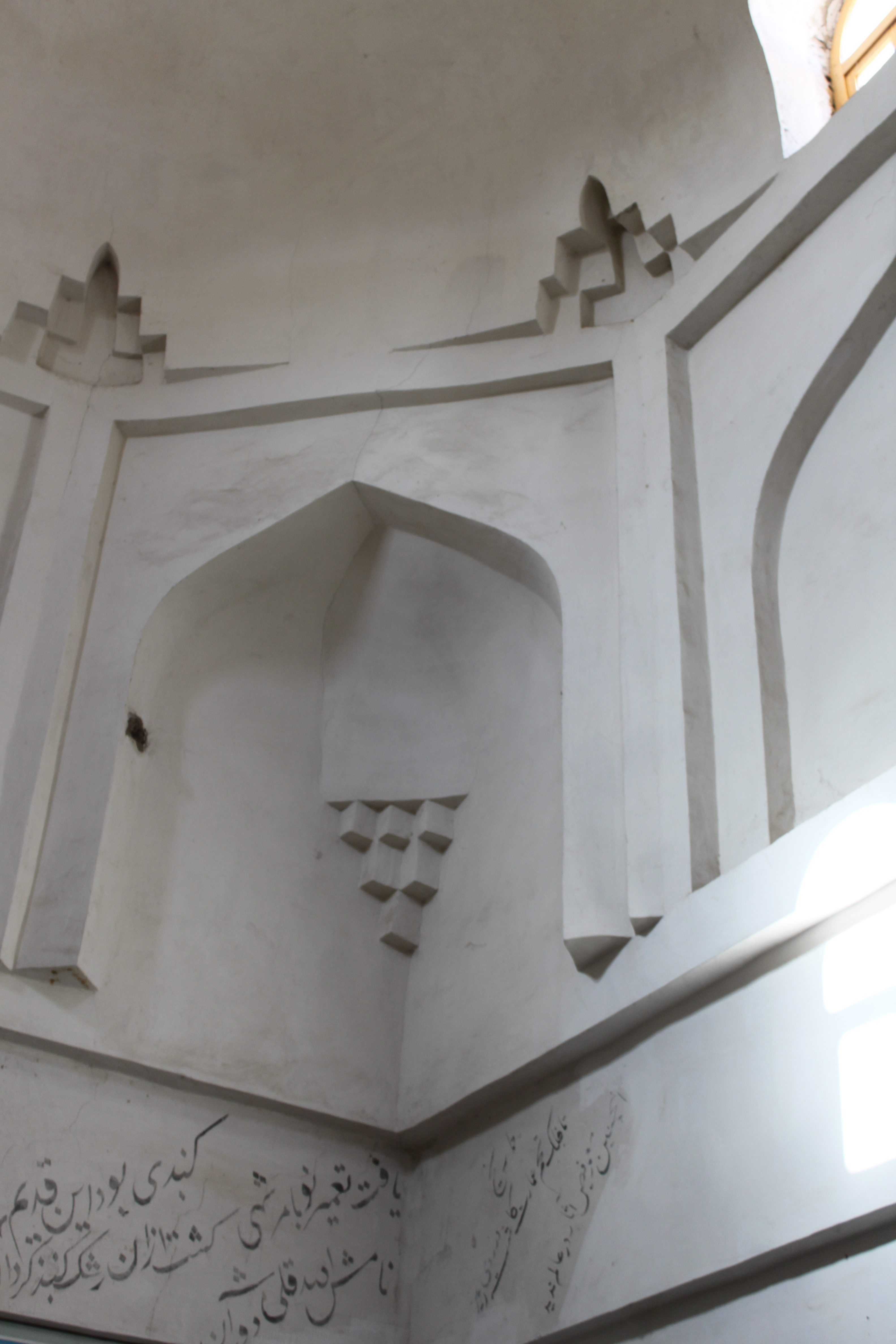
Détail de la salle de visite (ou de prière).